# Yauhquemecan
Yauhquemecan è un comune del Messico, situato nello stato di Tlaxcala, il cui capoluogo è la località di San Dionisio Yauhquemecan.